# Pontinia
Pontinia – miejscowość i gmina we Włoszech, w regionie Lacjum, w prowincji Latina.
Według danych na rok 2004 gminę zamieszkiwało 12 818 osób, 114,4 os./km².

## Miasta partnerskie
- Uciana, Litwa